# Darreh Ābī
Darreh Ābī (persiska: درّه آبی) är en ort i Iran.   Den ligger i provinsen Kurdistan, i den nordvästra delen av landet, 500 km väster om huvudstaden Teheran. Darreh Ābī ligger 1 716 meter över havet och antalet invånare är 138.
Terrängen runt Darreh Ābī är huvudsakligen kuperad. Darreh Ābī ligger nere i en dal.Runt Darreh Ābī är det ganska glesbefolkat, med 50 invånare per kvadratkilometer. Närmaste större samhälle är Hījānān, 11,1 km norr om Darreh Ābī. Trakten runt Darreh Ābī består i huvudsak av gräsmarker.